# مارکو بئونو
مارکو بئونو (اسپانیایی: Marco Bueno‎؛ زادهٔ ۳۱ مارس ۱۹۹۴) بازیکن فوتبال اهل مکزیک است.
از باشگاه‌هایی که در آن بازی کرده‌است می‌توان به باشگاه فوتبال لئون، باشگاه فوتبال دپورتیوو تولوکا، و باشگاه فوتبال پاچوکا اشاره کرد.
وی همچنین در تیم‌های ملی فوتبال زیر ۲۳ سال مکزیک، و مکزیک بازی کرده‌است.